# Torcé-en-Vallée
Torcé-en-Vallée település Franciaországban, Sarthe megyében. Lakosainak száma 1412 fő (2022. január 1.). Torcé-en-Vallée Briosne-lès-Sables, Beaufay, Bonnétable, Lombron, Saint-Célerin és Sillé-le-Philippe községekkel határos.

## Népesség
A település népessége az elmúlt években az alábbi módon változott:
| Lakosok száma | 1354 | 1375 | 1407 | 1409 | 1421 | 1429 | 1430 | 1436 | 1412 |
|               | 2013 | 2015 | 2016 | 2017 | 2018 | 2019 | 2020 | 2021 | 2022 |